# 大原由軌子
大原 由軌子（おおはら ゆきこ、1970年6月27日 - ）は、日本の漫画家、イラストレーター。長崎県佐世保市出身。

## 経歴
京都芸術短期大学卒業後、グラフィックデザイナーとして14年間、東京都内デザイン会社に勤務。2005年に、パニック障害＋神経症持ちの夫との日々を綴った『大原さんちのダンナさん』で、35歳にして漫画家としてデビューする。夫や二人の息子たちのことを描き綴るエッセイ漫画を主として執筆している。
結婚後は杉並区に居を構えていたが、2011年3月に発生した東日本大震災の発生を機に、一家揃って故郷の佐世保市へ引っ越す。
夫はライター・元編集者の大原広軌。藤臣柊子との共著で、パニック障害の体験を描いた『精神科へ行こう!』を執筆。産業カウンセラーの資格を持つ。

## 作品リスト

### 単行本リスト
- 大原さんちのダンナさん―このごろ少し神経症 （文藝春秋）
- 大原さんちのムスコさん―子どもが天使なんて誰が言った!? （文藝春秋）
- お父さんは神経症―大原さんちのムスコたち （文藝春秋）
- 大原さんちの教えて!子育てエラい人 （主婦の友社）
- 大原さんちの 2才児をあまくみてました （主婦の友社）
- 京都ゲイタン物語 （文藝春秋）
- 大原さんちのオモテウラ （祥伝社）
- 大原さんちの食う・寝る・ココロ 東洋医学はじめの一歩 （集英社）
- 息子がいじめの加害者に? （文藝春秋）

### イラスト等担当作品
- もしかしてわたしって「ウツ」!? （扶桑社）
- 産後ママの心と体がらく～になる本 （メディアファクトリー）
- 赤すぐセレクション 人に聞けない育児のちっちゃな悩み解決BOOK （メディアファクトリー）
- ママサムライのロゴ[3]
- PTAで大人気のお金教育メソッド一生役立つ「お金のしつけ」 （メディアファクトリー）

## 出演

### テレビ
- ヨジマル!（テレビ長崎、毎週火曜日出演）
- マルっと!（テレビ長崎、大原さんのてくてく御朱印さんぽ）